# Park Chul-woo
Park Chul-woo (en hangul, 박철우; en hanja, 朴 哲祐; nacido el 29 de septiembre de 1965) es un exfutbolista y actual entrenador surcoreano. Jugaba de guardameta y su último club fue el Chunnam Dragons de Corea del Sur. Actualmente no dirige a ningún equipo.
Park desarrolló su carrera en varios clubes, entre los que se encuentran POSCO Atoms, LG Cheetahs, Chunnam Dragons y Suwon Samsung Bluewings. Además, fue internacional absoluto por la Selección de fútbol de Corea del Sur y disputó la Copa Mundial de la FIFA 1994.

## Trayectoria

### Clubes como futbolista
| Club                    | País          | Año         |
| ----------------------- | ------------- | ----------- |
| POSCO Atoms             | Corea del Sur | 1985 - 1991 |
| LG Cheetahs             | Corea del Sur | 1992 - 1994 |
| Chunnam Dragons         | Corea del Sur | 1995        |
| Suwon Samsung Bluewings | Corea del Sur | 1996 - 1997 |
| Chunnam Dragons         | Corea del Sur | 1998 - 1999 |

### Selección nacional como futbolista
| Selección | País          | Año  |
| --------- | ------------- | ---- |
| Absoluta  | Corea del Sur | 1994 |

### Clubes como entrenador
| Club                            | País          | Año         |
| ------------------------------- | ------------- | ----------- |
| Chunnam Dragons (ent. arqueros) | Corea del Sur | 2001 - 2002 |
| Pohang Steelers (ent. arqueros) | Corea del Sur | 2003 - 2005 |
| Gyeongnam F.C. (ent. arqueros)  | Corea del Sur | 2008        |
| Gyeongnam F.C. (ent. arqueros)  | Corea del Sur | 2015 - 2016 |
| Gwangju F.C. (ent. arqueros)    | Corea del Sur | 2017        |

### Selección nacional como entrenador
| Selección              | País          | Año  |
| ---------------------- | ------------- | ---- |
| Sub-20 (ent. arqueros) | Corea del Sur | 2013 |

## Estadísticas

### Como futbolista

#### Clubes
| Rendimiento de club | Rendimiento de club     | Rendimiento de club | Liga  | Liga  | Copa    | Copa    | Copa de la Liga | Copa de la Liga | Continental | Continental | Total | Total |
| Año                 | Club                    | Liga                | Part. | Goles | Part.   | Goles   | Part.           | Goles           | Part.       | Goles       | Part. | Goles |
| Corea del Sur       | Corea del Sur           | Corea del Sur       | Liga  | Liga  | KFA Cup | KFA Cup | Copa de la Liga | Copa de la Liga | Asia        | Asia        | Total | Total |
| ------------------- | ----------------------- | ------------------- | ----- | ----- | ------- | ------- | --------------- | --------------- | ----------- | ----------- | ----- | ----- |
| 1985                | POSCO Atoms             | K-League            | 11    | 0     | -       | -       | -               | -               | -           | -           | 11    | 1     |
| 1986                | POSCO Atoms             | K-League            | 2     | 0     | -       | -       | 1               | 0               | -           | -           | 3     | 0     |
| 1987                | POSCO Atoms             | K-League            | 0     | 0     | -       | -       | -               | -               | -           | -           | 0     | 0     |
| 1988                | POSCO Atoms             | K-League            | 0     | 0     | -       | -       | -               | -               | -           | -           | 0     | 0     |
| 1989                | POSCO Atoms             | K-League            | 0     | 0     | -       | -       | -               | -               | -           | -           | 0     | 0     |
| 1990                | POSCO Atoms             | K-League            | 0     | 0     | -       | -       | -               | -               | -           | -           | 0     | 0     |
| 1991                | POSCO Atoms             | K-League            | 28    | 0     | -       | -       | -               | -               | -           | -           | 28    | 0     |
| 1992                | LG Cheetahs             | K-League            | 10    | 0     | -       | -       | 3               | 0               | -           | -           | 13    | 0     |
| 1993                | LG Cheetahs             | K-League            | 24    | 0     | -       | -       | 5               | 0               | -           | -           | 29    | 0     |
| 1994                | LG Cheetahs             | K-League            | 20    | 0     | -       | -       | 0               | 0               | -           | -           | 20    | 0     |
| 1995                | Chunnam Dragons         | K-League            | 10    | 0     | -       | -       | 1               | 0               | -           | -           | 11    | 0     |
| 1996                | Suwon Samsung Bluewings | K-League            | 20    | 0     | ?       | ?       | 2               | 0               | -           | -           |       |       |
| 1997                | Suwon Samsung Bluewings | K-League            | 11    | 0     | ?       | ?       | 8               | 0               | ?           | ?           |       |       |
| 1998                | Chunnam Dragons         | K-League            | 15    | 0     | ?       | ?       | 0               | 0               | ?           | ?           |       |       |
| 1999                | Chunnam Dragons         | K-League            | 16    | 0     | ?       | ?       | 3               | 0               | ?           | ?           |       |       |
| Total               | Corea del Sur           | Corea del Sur       | 167   | 0     |         |         | 23              | 0               |             |             |       |       |
| Total carrera       | Total carrera           | Total carrera       | 167   | 0     |         |         | 23              | 0               |             |             |       |       |

#### Selección nacional
Fuente:
| Selección de Corea del Sur | Selección de Corea del Sur | Selección de Corea del Sur |
| Año                        | Part.                      | Goles                      |
| -------------------------- | -------------------------- | -------------------------- |
| 1994                       | 2                          | 0                          |
| Total                      | 2                          | 0                          |

##### Vallas invictas internacionales
| No | Fecha               | Sede                        | Oponente | Resultado | Competición      |
| -- | ------------------- | --------------------------- | -------- | --------- | ---------------- |
| 1. | 11 de junio de 1994 | Duncanville, Estados Unidos | Honduras | 3–0       | Partido amistoso |

##### Participaciones en fases finales
| Torneo                         | Sede           | Resultado    | Partidos | Goles |
| ------------------------------ | -------------- | ------------ | -------- | ----- |
| Copa Mundial de Fútbol de 1994 | Estados Unidos | Primera fase | 0        | 0     |

## Palmarés

### Como futbolista

#### Títulos nacionales
| Título     | Club        | País          | Año  |
| ---------- | ----------- | ------------- | ---- |
| K League 1 | POSCO Atoms | Corea del Sur | 1986 |
| K League 1 | POSCO Atoms | Corea del Sur | 1988 |